# Unterseeboot 429
L'Unterseeboot 429 ou U-429 est un U-Boot type VIIC utilisé par la Kriegsmarine pendant la Seconde Guerre mondiale. Il a été construit à l'origine pour la Regia Marina en échange de sous-marins italiens basés à Bordeaux.
Le sous-marin n'a mené aucune patrouille, par conséquent il n'endommagea ou ne coula aucun navire pendant son service.
Il fut coulé par des bombes en mars 1945 pendant un assaut aérien américain contre Wilhelmshaven.

## Conception
Unterseeboot type VII, l'U-429 avait un déplacement de 769 tonnes en surface et 871 tonnes en plongée. Il avait une longueur totale de 67,10 m, un maître-bau de 6,20 m, une hauteur de 9,60 m, et un tirant d'eau de 4,74 m. Le sous-marin était propulsé par deux hélices de 1.23 m, deux moteurs diesel F46 de 6 cylindres produisant un total de 2 060 à 2 350 kW en surface et de deux moteurs électriques Siemens-Schuckert GU 343/38-8 produisant un total 550 kW, en plongée. Le sous-marin avait une vitesse en surface de 17,7 nœuds (32,8 km/h) et une vitesse de 7,6 nœuds (14,1 km/h) en plongée. Immergé, il avait un rayon d'action de 80 milles marins (150 km) à 4 nœuds (7,4 km/h; 4,6 milles par heure), en surface, son rayon d'action était de 8 500 milles nautiques (soit 15 700 km) à 10 nœuds (19 km/h).
L'U-429 était équipé de cinq tubes lance-torpilles de 53,3 cm (quatre montés à l'avant et un à l'arrière) et embarquait quatorze torpilles. Il était équipé d'un canon de 8,8 cm SK C/35 (220 coups) et d'un canon anti-aérien de 20 mm Flak.

## Historique
Le sous-marin fut commandé le 25 août 1941 à Dantzig (Danziger Werft), sa quille fut posée le 14 septembre 1942, il fut lancé le 30 mars 1943 et mis en service sous le nom de S-4 le 14 juillet 1943, sous le commandement de Frederico de Siervo. 
À la suite de l'armistice italien, la Kriegsmarine prit possession de l'U-429 avec l'U-428 et l'U-430. Ces bateaux furent affectés comme navire-école et ne participèrent donc pas aux combats. Le 27 octobre 1943, ils furent remis à la flottille de formation des marins en mer Baltique. 
Le 30 mars 1945, il fut coulé à Wilhelmshaven par un raid américain de la 8th Air Force à la position 53° 31′ N, 8° 08′ E. Son équipage n'étaient pas à bord au moment de l'attaque.
L'épave fut renflouée et démolie en 1946.

## Affectations
- 8. Unterseebootsflottille du 14 juillet 1943 au 8 septembre 1943 (Flottille d'entraînement).
- 23. Unterseebootsflottille du 27 octobre 1943 au 28 février 1945 (Navire-école).
- 31. Unterseebootsflottille du 1er mars 1945 au 30 mars 1945 (Flottille d'entraînement).

## Commandement
- Capitaine italien Frederico de Siervo du 14 juillet 1943 au 24 août 1943.
- Capitaine italien Angelo Amendolia du 25 août 1943 au 16 septembre 1943.
- Oberleutnant zur See Ernst-August Racky du 27 octobre 1943 au 15 octobre 1944.
- Oberleutnant zur See Martin Kuttkat du 16 octobre 1944 au 30 mars 1945.

## Anecdote
L'U-Boot apparaît en fiction dans le film de 2004 In Enemy Hands lorsqu'il capture l'équipage d'une version fictive de l'USS Swordfish.